# Nalodeína
La nalodeína, también conocida más comúnmente como N-alilnorcodeína, es un antagonista opioide (específicamente, un antagonista del receptor opioide μ) que nunca se comercializó, pero es notable por ser el primer antagonista opioide en ser descubierto. Se informó por primera vez en 1915 y se descubrió que bloqueaba los efectos de la morfina en animales. A esto le siguió la introducción clínica de la nalorfina (N-alilnormorfina) en 1954, la naloxona (N-alil oximorfona) en 1960 y la naltrexona (N-metilciclopropiloximorfona) en 1963. El nalmefeno (6-desoxi-6-metilen-naltrexona), otro derivado antagonista opioide estructuralmente relacionado, también se introdujo posteriormente, en 1996.
En animales, la nalodeína revierte la depresión respiratoria inducida por la morfina y la heroína y actúa como un estimulante respiratorio por derecho propio (es decir, cuando se administra sola). De manera similar a la nalorfina, también se ha descubierto que la nalodeína actúa como un agonista del receptor opioide κ.